# Korg Z1
Korg Z1 — цифровой синтезатор компании Korg, выпускаемый с 1997 до 1999 года, движок которого поддерживает несколько типов синтеза: виртуально-аналоговый субтрактивный синтез, FM-синтез и редко встречаемое в синтезаторах физическое моделирование звука. На сайте Vintage Synth Explorer синтезатор является лидером в рейтинге посетителей.

## Обзор
Синтезатор основан на системе синтеза Multi-Oscillator Synthesis System (MOSS), впервые представленной в синтезаторе Korg Prophecy. Помимо стандартных колёс модуляции и высоты тона, модель отличает ленточный X-Y контроллер, с помощью которого можно управлять тембрами во время игры.
Отличительная особенность синтезатора — физическое моделирование звука. В середине и конце 1990-х годов имело место мнение, что моделирование с помощью алгоритмов, выполняемых на DSP, достигнет таких высот правдоподобности, что заменит собой семплирование настоящих инструментов. Кроме того, меняя параметры алгоритма можно радикально изменять тембр инструмента. В реальности, с 2000-х годов произошел спад интереса к данному виду синтеза. Основные производители синтезаторов продолжили выпускать синтезаторы, основанные на семплах, и аналого-моделлирующие. Физическое моделлирование заняло особую нишу, аналогично тому, как произошло в 1970-80-е годы со стрингс-синтезаторами.

## Осцилляторы
В каждом голосе есть 4 осциллятора:
- Осциллятор 1
- Осциллятор 2
- Субосциллятор
- Осциллятор шума

Осцилляторы 1 и 2 поддерживают 13 типов генерации звука — 7 аналогово моделирования и 6 физического моделирования. При выборе некоторых типов (Brass Model, Reed Model, Plucked String Model, Bowed String Model), требующих больших вычислительных ресурсов DSP, осциллятор 2 не доступен для использования. Субосциллятор генерирует стандартные типы волн. Осциллятор шума состоит из генератора белого шума, многорежимного фильтра без резонанса.

### Standard Oscillator
Классический тип синтеза. Доступны стандартный формы волн: пила, синус, треугольный сигнал, прямоугольный сигнал с ШИМ, белый шум.

### Comb Filter
Сигнал с другого осциллятора или генератора шумах проходит через гребенчатый фильтр. Поддерживается замыкание выхода фильтра на его вход — обратная связь.

### VPM
VPM (Variable Phase Modulation) — название реализации FM-синтеза от компании Korg. Используется 2 оператора — несущий и модулирующий (carrier и modulator). Возможно программирование простых FM-звуков, но сложные звуки не доступны, так как для них требуется 4, 6 или 8 операторов как в Yamaha TX81Z, Yamaha DX7 и Yamaha FS1R соответственно.

### Resonance
Сигнал с другого осциллятора или генератора шумах проходит через 4 полосовых фильтра.

### Ring Modulation
Кольцевая модуляция между 2 источниками сигнала. Поддерживаются выходы других осцилляторов, выходы фильтров и стандартные волновые формы.

### Cross Modulation
Кросс-модуляция между осциллятором и одной из стандартных форм волн. Похоже на VPN (см. выше), но больше распространено среди синтезаторов.

### Sync Modulation
Хотя в большинстве синтезаторов, синхронизация осцилляторов — это настройка, в Korg Z1 это вынесено в отдельный тип осциллятора. При синхронизации осцилляторов когда главный осциллятор начинает очередное воспроизведение формы волны, зависимый осциллятор также начинает воспроизведение сначала.

### Organ Model
Модель для эмуляции звуков органа. В одном генераторе можно управлять 3 органными регистрами.

### Electric Piano Model
Модель для эмуляции звуков электрического пианино. Настраиваются параметры молоточков, тона звука и звукоснимателей.

### Brass Model
Модель для эмуляции звуков медных духовых инструментов.

### Reed Model
Модель для эмуляции звуков деревянных духовых инструментов.

### Plucked String Model
Модель для эмуляции звуков щипковых струнных инструментов.

### Bowed String Model
Модель для эмуляции звуков смычковых струнных инструментов.

## Опции
- DI-TRI

Цифровая плата, содержащая вход синхронизации цифрового аудио-сигнала и выход в формате ADAT для вывода 4 каналов аудио.
- DSPB-Z1

DSP-карта, расширяющая полифонию синтезатора до 18 голосов.

## Связанные синтезаторы
- Korg Prophecy
- Yamaha DX7